# 1600 у літературі
Стаття є списком літературних подій та публікацій у 1600 році.

## Події
- 18 жовтня – Хуан Руїс де Аларкон почав навчання в Університеті Саламанки.

## Книги
- Фабріціо Карозо – Nobiltà de dame
- Лопе де Вега – Romancero general

## П’єси
- Лопе де Вега – приблизна дата
  - La campana de Aragón
  - El castigo del discreto
  - La imperial de Otón
  - El postrer godo de España
  - La quinta de Florencia
  - Roma abrasada
  - La viuda valenciana]]
- Бен Джонсон – Cynthia's Revels
- Вільям Шекспір – Генрі IV, частина 2, Венеційський купець, Генрі V, Сон літньої ночі, Багато галасу з нічого (опубліковано)

## Поезія
- Томас Міддлтон – Привид Лукреція

## Народилися
- 17 січня – Педро Кальдерон де ла Барка, іспанський драматург (помер 1681)
- 5 жовтня – Томас Гудвін, англійський теолог (помер 1680)

## Померли
- 15 лютого — Хосе де Акоста, іспанський натураліст (народився 1539)
- Квітень — Томас Делоні, англійський романіст поет (народився 1543)
- 12 жовтня — Луїс де Моліна, іспанський письменник-єзуїт (народився 1535)
- 3 листопада — Річард Гукер, англійський теолог (народився 1554)